# Martín de Argüelles
Martín de Argüelles Jr. (1566-1630) est le premier enfant blanc connu à être né dans ce qui est maintenant les États-Unis. Sa ville natale de Saint Augustine en Floride espagnole est la plus ancienne ville des États-Unis fondée par des Européens.

## Biographie
Martin de Argüelles est né en 1566 dans la colonie espagnole de Saint Augustine, en Floride espagnole. Ses parents sont Martín de Argüelles (Sr.) et Leonor Morales. Son père, Martín Argüelles Sr., un hidalgo asturien est l'un des expéditionnaires venus  en 1565 en Nouvelle-Espagne dans le Nouveau Monde avec le capitaine général Pedro Menéndez de Avilés. Argüelles Sr. est le premier Alcalde (maire) de San Agustín et  le responsable des munitions dans les forts de Floride de Santa María, St. Augustine et Santa Elena.

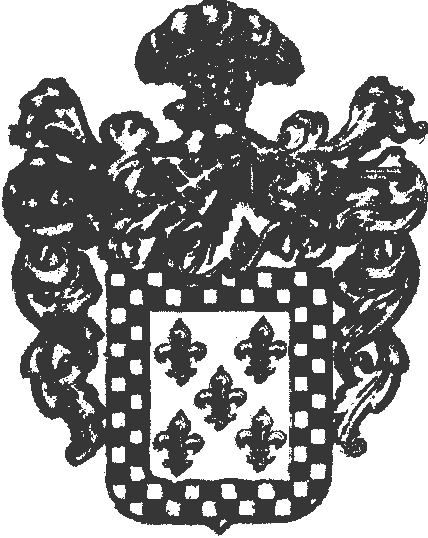
Armoiries de la famille Argüelles.

Martín Argüelles Jr. servit la couronne espagnole au Portugal et plusieurs garnisons et expéditions qui embarquèrent dans l' Armada espagnole qui partit à la recherche du corsaire Francis Drake. Il a ensuite été transféré en 1594 de La Havane à Cuba, à Mérida et au Mexique, où il a été nommé officier exécutif de la forteresse et de la côte de Mérida. Argüelles s'est marié à Mérida.

## Descendance
Les descendants d'Argüelles comprennent José Argüelles,  l'un des colonisateurs de la province de New Santander en Nouvelle-Espagne en 1749, l'actuel État mexicain de Tamaulipas .